# Lew Fjodorowitsch Kusnezow
Lew Fjodorowitsch Kusnezow (russisch Лев Фёдорович Кузнецов; * 1. Juni 1930 in Moskau; † 16. März 2015) war ein sowjetischer Säbelfechter.
Bei seiner ersten Teilnahme an Olympischen Spielen 1952 in Helsinki schied Kusnezow früh aus, bei den Olympischen Spielen 1956 in Melbourne erfocht er Bronze sowohl im Säbel-Einzel als auch mit der Mannschaft, dies waren die ersten olympischen Medaillen für die Sowjetunion im Fechtwettbewerb.
Mit der sowjetischen Mannschaft holte er bei den Weltmeisterschaften 1957 und 1958 Silber, Bronze bekam er bei den Weltmeisterschaften 1955, 1959 und 1962.
Später arbeitete er als Fechttrainer, seine Schüler holten Gold bei den Olympischen Spielen 1964, 1968 und 1980.